# Liste der Biografien/Su
Liste der Biografien |
Portal Biografien |
Personensuche
# |
A |
B |
C |
D |
E |
F |
G |
H |
I |
J |
K |
L |
M |
N |
O |
P |
Q |
R |
S |
T |
U |
V |
W |
X |
Y |
Z |
?
 
Sa |
Sb |
Sc |
Sd |
Se |
Sf |
Sg |
Sh |
Si |
Sj |
Sk |
Sl |
Sm |
Sn |
So |
Sp |
Sq |
Sr |
Ss |
St |
Su |
Sv |
Sw |
Sy |
Sz
 
Sua |
Sub |
Suc |
Sud |
Sue |
Suf |
Sug |
Suh |
Sui |
Suj |
Suk |
Sul |
Sum |
Sun |
Suo |
Sup |
Suq |
Sur |
Sus |
Sut |
Suu |
Suv |
Suw |
Sux |
Suy |
Suz
Die Liste der Biografien führt alle Personen auf, die in der deutschsprachigen Wikipedia einen Artikel haben. Dieses ist eine Teilliste mit 39 Einträgen von Personen, deren Namen mit den Buchstaben „Su“ beginnt.

## Su
- Su Ae (* 1979), südkoreanische Schauspielerin
- Su Buqing (1902–2003), chinesischer Mathematiker
- Su Dreiundvierzig (1729–1781), muslimischer Geistlicher
- Su Haw Chiu, Dominic (* 1939), malaysischer Priester und Bischof von Sibu
- Su Hui, chinesische Schriftstellerin
- Su Xiaoxiao († 501), chinesische Schriftstellerin und Kurtisane
- Su Yao-wen, Martin (* 1959), taiwanischer Priester, Bischof von Taichung
- Su Yu (1907–1984), chinesischer General der Volksbefreiungsarmee
- Su, Bin (* 1965), chinesischer verurteilter Verbrecher
- Su, Bingtian (* 1989), chinesischer Sprinter
- Su, Ching-heng (* 1992), taiwanischer Badmintonspieler
- Su, Cong (* 1957), deutscher Filmkomponist, Musiker und Hochschullehrer
- Su, Hua (* 1982), chinesischer Unternehmer
- Su, Jennifer (* 1968), südafrikanische Moderatorin
- Su, Jia-chyuan (* 1956), taiwanischer Politiker
- Su, Julie (* 1969), US-amerikanische Bürger- und Arbeitsrechtsanwältin und Politikerin
- Su, Lingdan (* 1997), chinesische Speerwerferin
- Su, Lisa (* 1969), US-amerikanische Elektroingenieurin und ManagerinLisa Su (* 1969)

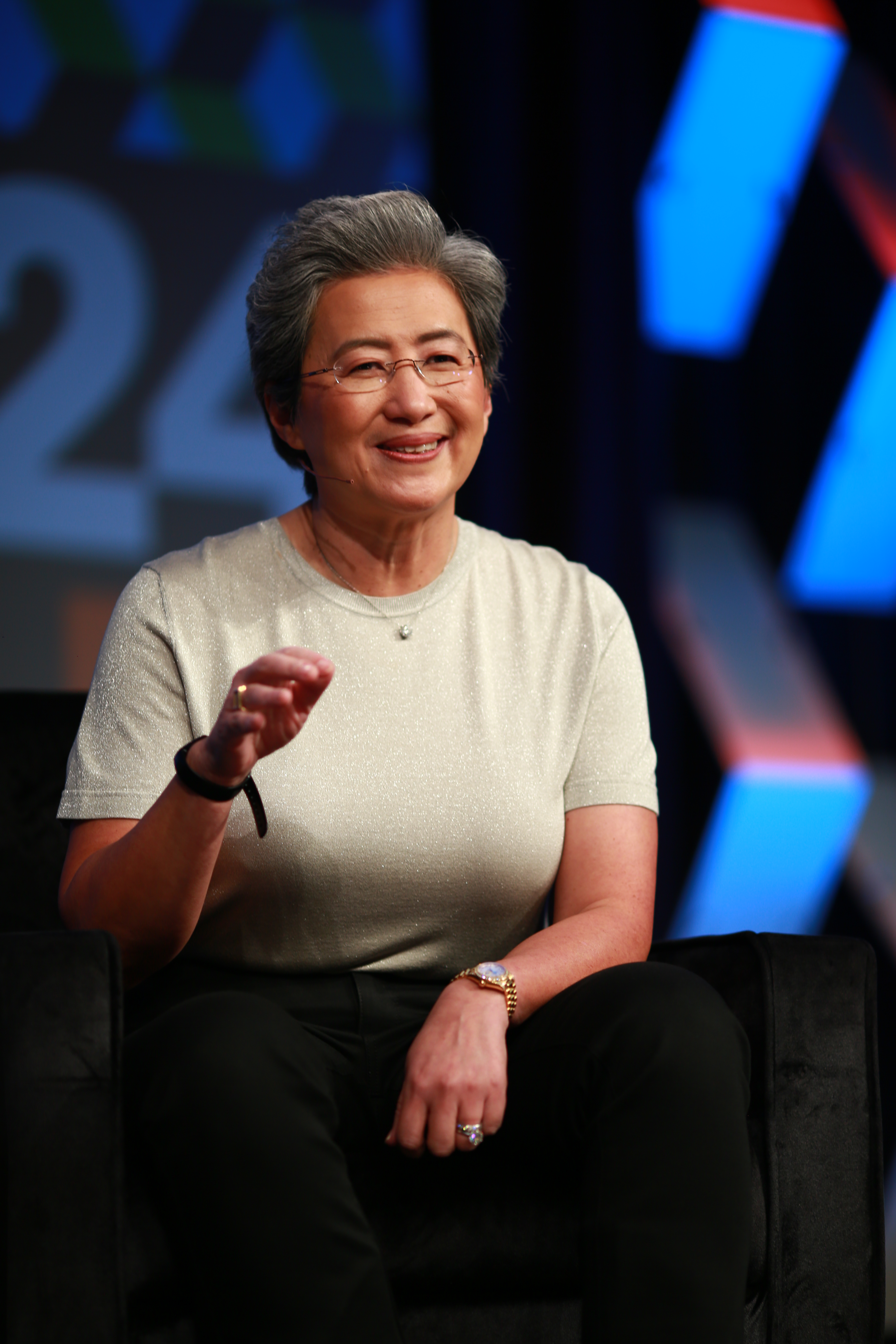
Lisa Su (* 1969)

- Su, Meng (* 1988), chinesische klassische Gitarristin
- Su, Michael (* 1967), taiwanisch-US-amerikanischer Kameramann, Filmschaffender, Schauspieler und Synchronsprecher
- Su, Nat (* 1963), Schweizer Jazz-Saxophonist
- Su, Nobu, taiwanischer Unternehmer
- Su, Qian (* 1988), chinesische Mittelstreckenläuferin
- Su, Ruhi (1912–1985), türkischer Volkssänger und Saz-Spieler
- Su, Shi (1037–1101), chinesischer Dichter, Maler, Kalligraf und Politiker der Song-DynastieSu Shi (1037–1101)

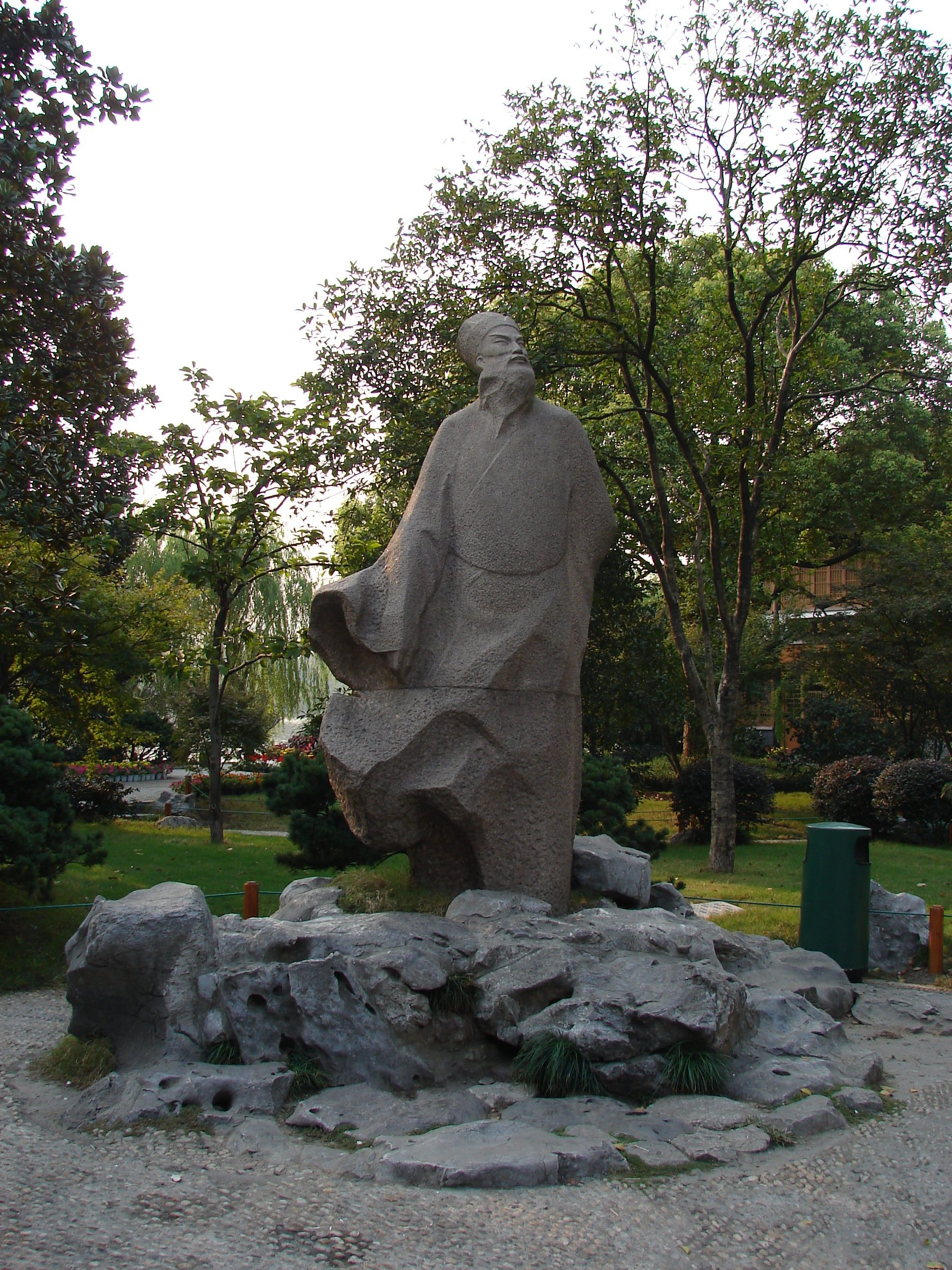
Su Shi (1037–1101)

- Su, Shulin (* 1962), chinesischer Manager und Politiker
- Su, Song (1020–1101), chinesischer Universalgelehrter
- Su, Tong (* 1963), chinesischer Schriftsteller
- Su, Tseng-chang (* 1947), taiwanischer Politiker, Premierminister der Republik China
- Su, Wen (* 1999), chinesischer Dreispringer
- Su, Xiaokang (* 1949), chinesischer Dissident in der Volksrepublik China
- Su, Xinyue (* 1991), chinesische Diskuswerferin
- Su, Xiongfeng (* 1987), chinesischer Weitspringer
- Su, Xuelin (1897–1999), chinesische Schriftstellerin und Gelehrte
- Su, Yiming (* 2004), chinesischer Snowboarder
- Su, Yuhan, taiwanische Jazzmusikerin (Vibraphon)
- Su, Zhenhua (1912–1979), chinesischer Politiker und General (Volksrepublik China)
- Šu-Ninua († 1554 v. Chr.), assyrischer König
- Šu-Sin, König von Ur